# 達馬斯島
達馬斯島是哥斯達黎加的島嶼，位於該國西岸，由蓬塔雷納斯省負責管轄，面積6平方公里，島上有樹懶、鬣蜥、鱷魚、蟒蛇、浣熊、食蟻獸等野生動物棲息，該島以河口灣的紅樹林聞名。